# Dorothy Fadiman
Dorothy Fadiman, geboren als Dorothy Ostwind (* 3. Juni 1939 in Pennsylvania), ist eine US-amerikanische Regisseurin und Produzentin von Dokumentarfilmen.

## Leben und Wirken
Dorothy Fadiman wuchs als jüngstes Kind von Moss und Anna Ostwind in der jüdischen Gemeinde Pittsburghs auf. Sie hat eine zehn Jahre ältere Schwester und einen acht Jahre älteren Bruder. Bis 1957 besuchte sie die Allderdice High School in Pittsburgh, später die Pennsylvania State University. 1961 zog sie in die kalifornische Stadt Menlo Park, um Logopädie an der Stanford University zu studieren. Dort lernte sie ihren zukünftigen Ehemann James Fadiman (* 1939) kennen, der in Stanford an seinem Masterabschluss in Psychologie arbeitete. Sie heirateten 1965 in Churchill Borough, Pennsylvania. Aus der Ehe gingen zwei Töchter hervor.
Nach einer spirituellen Erfahrung während eines LSD-Rauschs begann Fadiman das Phänomen Inneres Licht zu erforschen, das in einigen Religionen eine Rolle spielt. 1974 lernte sie den Produzenten Michael Wiese kennen, der durch ihre Recherchen auf sie aufmerksam geworden war. Fadiman plante ein Buch zu schreiben, stattdessen entstand durch Wieses Einfluss ihr erster Dokumentarfilm, Radiance: The Experience of Light.
Es folgten über zwanzig weitere Filme, die häufig Menschenrechte und soziale Gerechtigkeit thematisieren. In ihnen spiegeln sich Fadimans persönliche Lebenserfahrungen wider. Auch ihr preisgekrönter Dokumentarfilm When Abortion Was Illegal: Untold Stories, entstand unter anderem, weil sie sich selbst als Studentin 1963 einer illegalen Abtreibung unterzogen hatte und dabei schwer verletzt worden war. Ein weiterer Anstoß für diesen Film waren aktuelle politische Entwicklungen, die das Grundsatzurteil Roe v. Wade in Frage stellten. Fadiman wollte die Öffentlichkeit darauf aufmerksam machen, welche Folgen die Rücknahme der Legalisierung von Abtreibungen haben könnte. 1993 wurde ihr Film für einen Oscar in der Kategorie Bester Dokumentar-Kurzfilm nominiert. Auch in zwei weiteren Dokumentarfilmen griff sie das Thema wieder auf. In einer späteren Reihe von Dokumentarfilmen thematisierte Fadiman die Problematik von AIDS in Äthiopien. 
Aufsehen erregte 2008 Fadimans Doku Stealing America: Vote by Vote, in der sie die technischen Unregelmäßigkeiten bei Wahlen in den USA aufzeigt. Auslöser für die Produktion des Films waren ihre eigenen Beobachtungen als Wahlhelferin bei den Präsidentschaftswahlen 2004 in Florida, die durch ihre Recherchen und Befragungen anderer Beteiligter bestätigt wurden.
Fadiman lebt mit ihrem Mann, Autor und Professor für Psychologie am Institute of Transpersonal Psychology (Palo Alto), in Menlo Park. Sie ist Inhaberin der Filmproduktionsfirma Concentric Media und leitet Seminare und Workshops über die Produktion von Dokumentarfilmen.

## Publikationen
- Dorothy Fadiman, Tony Levelle: Producing with passion : making films that change the world. Michael Wiese, Studio City 2008, ISBN 9781932907445.

## Filmografie
- 1978: Radiance: The Experience of Light
- 1980: Celebration : I am all of these
- 1982: Peace: A Conscious Choice
- 1983: Celebration
- 1983: World Peace is A Local Issue
- 1989: Well & strong : a true story
- 1990: Why Do These Kids Love School?
- 1992: When Abortion Was Illegal: Untold Stories
- 1995: From Danger to Dignity
- 1995: Water baby : experiences of water birth
- 1996: The Fragile Promise of Choice: Abortion in the United States Today
- 1998: Dear Dr. Spencer: Abortion in a Small Town
- 1999: Fix-it Shops: An Endangered Species
- 2000: Groove - 130 bpm
- 2001: Woman by Woman: New Hope for the Villages of India
- 2002: Moment by moment : the healing journey of Molly Hale
- 2004: From Risk to Action: Women and HIV/AIDS in Ethiopia
- 2004: Molly and Jeramy
- 2004: Motherhood by choice not chance
- 2007: Breathe Easy
- 2008: Stealing America: Vote by Vote
- 2009: Reclaiming their voice: The Native American Vote in New Mexico & Beyond
- 2010: Shattering the Myth of Aging: Senior Games Celebrate Healthy Lifestyles, Competition and Community